# Mindaugas Sinkevičius
Mindaugas Sinkevičius, né le 20 juin 1984, est un homme politique lituanien, membre du Parti social-démocrate lituanien (LSDP). I

## Biographie
De 2007 à 2016 et de 2019 à 2024, il est membre du conseil municipal de Jonava, dont il est vice-maire de 2008 à 2011 et maire de 2011 à 2016 et de 2019 à 2024.
Entre le 13 décembre 2016 et le 13 octobre 2017, il est ministre de l'Économie dans le gouvernement dirigé par Saulius Skvernelis
Le 26 janvier 2015, il est nommé membre du Comité européen des régions.
En mai 2024, Sinkevičius est reconnu coupable par un tribunal de Kaunas d'abus de pouvoir, de falsification de documents et de détournement de fonds dans une affaire impliquant des dommages et intérêts de 1 487 euros à la municipalité de Jonava et l'utilisation de fonds publics pour payer les factures de téléphone de sa femme et d'autres dépenses personnelles. Il est condamné à une amende de 12 500 euros et à une interdiction d'exercer une fonction publique pendant trois ans. Le 19 septembre suivant, la Cour d'appel confirme le jugement. Il est alors révoqué de son mandat de maire.
Le 31 juillet 2025, il devient président par intérim du Parti social-démocrate lituanien, après la démission du Premier ministre Gintautas Paluckas.